# 韦尔迪伊
韦尔迪伊（法語：Verdilly）是法国皮卡第大区埃纳省的一个市镇，属于蒂耶里堡区蒂耶里堡县。该市镇2009年时的人口为461人。

## 人口
韦尔迪伊人口变化图示
| 数据来源：INSEE |